# Marie C. van der Kolf
Marie Christina van der Kolf (* 28. Oktober 1894 in Rotterdam; † 20. Februar 1956 ebenda) war eine niederländische Klassische Philologin und Gymnasiallehrerin.

## Leben und Werk
Marie Christina van der Kolf, die Tochter von Adrianus Pieter van der Kolf und Jacoba Christina geb. van Dorsten, besuchte das Gymnasium Erasmianum ihrer Heimatstadt und studierte von 1912 bis 1923 an der Universität Leiden Klassische Philologie (Griechisch und Latein). Zu ihren akademischen Lehrern gehörte Julius Johannes Gerardus Vürtheim (1869–1928), der auch ihre Doktorarbeit betreute: Mit einer Studie über Pindars Umgang mit Mythen wurde sie am 14. Dezember 1923 zum Dr. phil. promoviert.
Nach dem Studium unterrichtete van der Kolf einige Jahre lang am Gymnasium Erasmianum Griechisch und Latein. Danach war sie in Rotterdam als Privatlehrerin tätig. Sie engagierte sich außerdem in der niederländischen Vereinigung für Frauen mit höherer Bildung (Vereniging van vrouwen met academische opleiding, VVAO), in der sie von 1927 bis 1949 als Vorstandsmitglied und Archivarin tätig war. Die VVAO ernannte sie 1946 zum Ehrenmitglied. 1950 veröffentlichte van der Kolf einen Rückblick auf siebzig Jahre Frauenstudium.
Marie C. van der Kolf blieb ihr Leben lang wissenschaftlich aktiv. Als Spezialistin für griechische Mythologie verfasste sie zahlreiche Artikel für die Neubearbeitung von Paulys Realenzyklopädie der klassischen Altertumswissenschaft (RE).

## Schriften (Auswahl)
- Quaeritur quomodo Pindarus fabulas tractaverit quidque in eis mutarit. Rotterdam 1923 (Dissertation; Digitalisat)
- Zeventig jaar vrouwenstudie. Rotterdam 1950